# Liste öffentlicher Bücherschränke im Landkreis Böblingen
In der Liste öffentlicher Bücherschränke im Landkreis Böblingen sind öffentliche Bücherschränke für Orte, die zum Landkreis Böblingen in Baden-Württemberg gehören, aufgeführt. Sie ist primär nach Orten sortiert, unabhängig davon, ob es sich um Ortsteile, Gemeinden oder Städte handelt. Der Artikel ist Teil der übergeordneten Liste öffentlicher Bücherschränke in Baden-Württemberg. Ein öffentlicher Bücherschrank ist ein Schrank oder schrankähnlicher Aufbewahrungsort mit Büchern, der dazu dient, Bücher kostenlos, anonym und ohne jegliche Formalitäten zum Tausch oder zur Mitnahme anzubieten. Die Liste erhebt keinen Anspruch auf Vollständigkeit.

## Öffentliche Bücherschränke im Landkreis Böblingen
Derzeit sind im Landkreis Böblingen 28 öffentliche Bücherschränke erfasst (Stand: 2. Dezember 2024):
| Bild | Ausführung    | Ort                    | Seit         | Anmerkung | Geokoordinaten                      |
| ---- | ------------- | ---------------------- | ------------ | --- | ----------------------------------- |
|      | Bücherschrank | Aidlingen              |              | bei der Volkshochschule | ⊙ Hauptstraße 14                    |
|      | Bücherschrank | Böblingen              |              | in der Bonifatiuskirche | ⊙ Bonifatiusplatz, Kopernikusstraße |
|      | Bücherzelle   | Böblingen, Rauher Kapf |              | Telefonzelle am IBM Klubhaus im Zimmerschlag | ⊙ Schönaicher Straße 220            |
|      | Bücherzelle   | Bondorf                |              | Büchertelefonzelle Bondorf | ⊙ Hindenburgstraße 31               |
|      | Bücherschrank | Darmsheim              |              | am evangelischen Martin-Luther-Gemeindehaus | Widdumstraße 10, 71069 Sindelfingen |
|      | Bücherzelle   | Ehningen               |              | Bücherzelle Ehningen | ⊙ Hildrizhauser Straße 6            |
|      | Bücherzelle   | Ehningen               |              | Bücherzelle an der Ortsbücherei | ⊙ Königstraße 64                    |
|      | Bücherschrank | Flacht                 |              | Bücherschrank in Flacht bei Weissach | ⊙                                   |
|      | Telefonzelle  | Gärtringen             |              | vor Rathaus in britischer Telefonzelle | ⊙ Rohrweg 2                         |
|      | Bücherschrank | Gäufelden-Tailfingen   |              | Bücherschrank im Grünen Baum | ⊙ Hauptstraße                       |
|      | Bücherschrank | Haslach                |              | Bücherschrank Haslach | ⊙ Hohenzollernstraße 33             |
|      | Bücherschrank | Hausen an der Würm     |              | Bücherschrank in Hausen an der Würm | ⊙ Würmtalstraße 30                  |
|      | Bücherschrank | Herrenberg             | 2020         | Bücherschrank Herrenberg | ⊙ Unterer Graben                    |
|      | Bücherschrank | Hildrizhausen          | 2013         | neben dem Rathaus | ⊙ Gartenstraße                      |
|      | Bücherschrank | Kuppingen              |              | Bücherschrank Kuppingen | ⊙ Albrecht-Haut-Gasse               |
|      | Bücherregal   | Leonberg               |              | im Haus der Begegnung | ⊙ Eltinger Straße 28                |
|      | Bücherregal   | Leonberg               |              | am Eingang der Volkshochschule | ⊙ Neuköllner Straße 11              |
|      | Bücherregal   | Leonberg               |              | im Krankenhaus-Foyer | ⊙ Rutesheimer Straße 50             |
|      | Telefonzelle  | Leonberg               | 5. Okt. 2015 | Initiiert von der Samariterstiftung. Der öffentliche Bücherschrank befindet sich in einer alten Telefonzelle westlich neben dem Samariterstift. | ⊙ Seestraße 64–72                   |
|      | Telefonzelle  | Magstadt               | Sep. 2020    | im Wohngebiet Mühlbergle, nähe Kindergarten Liebenzeller Weg; mit Solarbeleuchtung                                                              | ⊙ Wildbader Weg 15                  |
|      | Telefonzelle  | Magstadt               | Mai 2022     | ebenso durch Mitwirkung örtlicher Bürger entstanden                                                                                             | ⊙ Silcherplatz                      |
|      | Bücherschrank | Nufringen              |              | im Foyer des Rathauses | ⊙ Hauptstraße 28                    |
|      | Bücherschrank | Renningen              |              | [ 1 ] | ⊙ Ernst-Bauer-Platz                 |
|      | Bücherschrank | Rutesheim              | Juni 2023    | zwischen Bushaltestelle Ortsmitte und Parkplatz Rathaus                                                                                         | ⊙ Rathausplatz                      |
|      | Bücherregal   | Sindelfingen           |              | am Funktionsgebäude mit WC | ⊙ Marktplatz 11–15                  |
|      | Telefonzelle  | Sindelfingen           |              | | Untere Vorstadt 2                   |
|      | Telefonzelle  | Waldenbuch             | 2014         | Bürgerinitiative. An der Ecke Tübinger-/Alfred-Ritter-Straße neben dem Fluss Aich                                                               | ⊙ Tübinger Straße 3                 |
|      | Bücherschrank | Weil der Stadt         |              | Bücherschrank Weil der Stadt | ⊙ Jahnstraße 19                     |

## Statistik
Für einen Vergleich zu den anderen Land- und Stadtkreisen Baden-Württembergs sowie zum Landesdurchschnitt siehe die Statistik öffentlicher Bücherschränke in Baden-Württemberg.